# Pride of Rotterdam (schip, 2001)
De Pride of Rotterdam is een van de grootste cruiseferry's ter wereld, zij is iets meer dan 215 meter in lengte. De Pride of Rotterdam vaart dagelijks tussen Kingston-upon-Hull en Rotterdam, samen met haar zusterschip de Pride of Hull. De Pride of Rotterdam is een cruiseferry vanwege voorzieningen als een muziekzaal, casino, restaurants en winkels. Het schip telt 12 dekken. Tussen 2001 en 2004 waren de Pride of Rotterdam en de Pride of Hull zelfs de grootste cruiseferry's ter wereld. De twee schepen zijn gebouwd door het Italiaanse scheepsbouwconcern Fincantieri.